# Portrait d'un homme (Vélasquez, New York)
Ne doit pas être confondu avec Portrait d'un homme (Vélasquez, Madrid).
Le Portrait d'un homme du Musée d'art métropolitain de New York est une huile sur toile attribuée à Diego Vélasquez qui l'aurait peinte vers 1630. L'attribution est controversée. La paternité de l’œuvre a été retirée puis réattribuée au peintre sévillan.

## Historique
Les informations les plus récentes sur sa toile remontent à l’existence du tableau dans la collection du comte Johann Ludwig, Reichsgraf von Wallmoden-Gimborn, fils illégitime de George II de Grande-Bretagne avant de passer en possession de Joseph Duveen, qui la vendit comme œuvre de Vélasquez en 1926 à Jules Bache pour 1,125 million de dollars. Bache légua la toile en 1949 au Metropolitan Museum of Art.

Le musée new-yorkais restaura et nettoya la toile, enlevant la saleté et les vernis décolorés en 1953 et 1965. Dès 1960, la toile était considérée par certains universitaires comme provenant de l'atelier de Vélasquez, jugement auquel se rangea le musée en 1979. Un nouveau nettoyage de 2009 par le conservateur du musée, Michael Gallagher révéla des tons verdâtres troubles, de fins coups de pinceau et un dynamisme de la couleur qui étaient complètement masqués. Le musée conclut avec ces éléments que l'attribution traditionnelle de la toile à Vélasquez était correcte, restaurant la paternité de l’œuvre. Le spécialiste américain de Vélasquez, Jonathan Brown, affirma par la suite : 

« Un coup d’œil a suffi. L'image a été sous mon nez toute ma vie. Il s'agit d'une découverte fantastique. Il ressort tout à coup, comme Cendrillon »

La toile a été peinte d'après nature, utilisant le traitement informel de la peinture typique de Vélasquez. Il est possible que Duveen l'ait retouché pour qu'il semble plus vieux. Le portrait ressemble fortement à un personnage tout à fait à droite de la Reddition de Breda de Vélasquez, qui immortalise la victoire de l'Espagne sur la Hollande. Il est possible bien qu'incertain que ces deux personnages soient des autoportraits de Vélasquez